# Welcome to Medina
Welcome to Medina ("Dobrodošli u Medinu") međunarodni je debitantski album danske electropop pjevačice Medine. Objavljen je 23. srpnja 2010. u Njemačkoj, Austriji i Švicarskoj. Najavljen je glavnim singlom "You and I" ("Ti i ja") koji je objavljen 3. svibnja.
Welcome to Medina međunarodna je inačica njenog posljednjeg danskog albuma, Velkommen til Medina, objavljenog 2009. godine. Njegova četiri hit singla, "Kun for mig" ("Samo za mene"), "Velkommen til Medina" ("Dobrodošli u Medinu"), "Ensom" ("Usamljena") i "Vi to" ("Nas dvoje") su prevedeni u "You & I", "Welcome to Medina", "Lonely" i "The One" ("Jedini"), dok su ostale nove pjesme snimljene za međunarodno tržište. Album će dobiti svoje reizdanje 26. studenoga 2010. s novom pjesmom "Sundown" ("Zalazak sunca") i drugim CD-om na kojem će se nalaziti spotovi i remiksevi.

## Uspjeh na top ljestvicama
U Njemačkoj je Welcome To Medina debitirao pod brojem 10 na German Albums Chartu. U drugom tjednu se popeo na 9. mjesto. Album se našao i na ljestvicama Austrije te Švicarske na 45. i 24. mjestu.

## Singlovi
- "You and I" objavljen kao glavni singl albuma 21. rujna 2009. u Ujedinjenom Kraljevstvu gdje je dospio na 39. mjesto tamošnje ljestvice i 3. svibnja 2010. u Njemačkoj, Austriji te Švicarskoj gdje je dospio na 10., 25. te 30. mjesta na ljestvicama.
- "Lonely" objavljen je kao drugi singl s albuma 3. rujna 2010. u Njemačkoj i Austriji gdje se našao na 26. i 46. mjestu na top ljestvicama.
- "Selfish" objavljen je 15. listopada 2010. kao singl samo za digitalno preuzimanje na njemačkom iTunes Storeu.
- "Addiction" objavljen je 26. studenog 2010. u Njemačkoj, a našao se na danskoj top ljestvici singlova na 4. mjestu zbog velikog broja digitalnih preuzimanja i puštanja na radijskim stanicama.

## Popis pjesama
| 1.    | »Welcome to Medina«            | Medina, Rasmus Stabell, Jeppe Federspiel, Lisa Greene    | Dobrodošli u Medinu | 3:55 |
| 2.    | »You and I«                    | Medina, Stabell, Federspiel, Adam Powers, Julie Steincke | Ti i ja             | 2:54 |
| 3.    | »Addiction«                    | Medina, Stabell, Federspiel, Greene                      | Predanost           | 3:38 |
| 4.    | »Lonely«                       | Medina, Stabell, Federspiel, Terri Bjerre                | Usamljena           | 3:11 |
| 5.    | »6 AM«                         | Medina, Stabell, Federspiel, Bjerre                      | 6 ujutro            | 3:29 |
| 6.    | »In Your Arms«                 | Medina, Stabell, Federspiel, Greene                      | U tvojim rukama     | 3:40 |
| 7.    | »Happy«                        | Medina, Stabell, Federspiel, Greene                      | Sretna              | 3:33 |
| 8.    | »The One«                      | Medina, Stabell, Federspiel, Bjerre                      | Jedini              | 3:58 |
| 9.    | »Gutter«                       | Medina, Stabell, Federspiel, Viktoria Siff Emilie Hansen | Bijeda              | 3:26 |
| 10.   | »Selfish«                      | Medina, Stabell, Federspiel, Bjerre                      | Sebična             | 3:46 |
| 11.   | »Execute Me«                   | Medina, Stabell, Federspiel, Greene                      | Iskoristi me        | 3:40 |
| 12.   | »You and I« (Acoustic Version) | Medina, Stabell, Federspiel, Powers, Steincke            | Ti i ja             | 2:57 |
| 39:25 |                                |                                                          |                     |      |

| 13. | »You and I« (The Gooseflesh Remix) | 5:14 |

| 13. | »You and I« (Deadmau5 Remix) | 6:18 |

| 13. | »You and I« (Deadmau5 Remix)         | 6:18 |
| 14. | »You and I« (Spencer and Hill Remix) | 6:19 |
| 15. | »You and I« (Plastik Funk Remix)     | 5:28 |
| 16. | »You and I« (Dash Berlin Radio Edit) | 9:33 |

### Posebno izdanje
| 13. | »Sundown« | Zalazak sunca | 3:08 |

| CD 2  | CD 2                                          | CD 2     | CD 2 | CD 2 | CD 2 | CD 2 | CD 2 | CD 2 | CD 2 |
| Br.   | Skladba                                       | Trajanje |      |      |      |      |      |      |      |
| ----- | --------------------------------------------- | -------- | ---- | ---- | ---- | ---- | ---- | ---- | ---- |
| 1.    | »Kun for mig«                                 | 4:15     |      |      |      |      |      |      |      |
| 2.    | »Velkommen til Medina«                        | 4:56     |      |      |      |      |      |      |      |
| 3.    | »Ensom«                                       | 4:11     |      |      |      |      |      |      |      |
| 4.    | »Vi To«                                       | 4:00     |      |      |      |      |      |      |      |
| 5.    | »Yon Si Ti« (španjolska verzija od You and I) | 4:15     |      |      |      |      |      |      |      |
| 6.    | »You And I« (Deadmau5 Remix)                  | 6:18     |      |      |      |      |      |      |      |
| 7.    | »You And I« (Spencer & Hill Remix)            | 6:19     |      |      |      |      |      |      |      |
| 8.    | »You And I« (Svenstrup & Vendelboe Remix)     | 5:04     |      |      |      |      |      |      |      |
| 9.    | »You And I« (The Gooseflesh Remix)            | 5:10     |      |      |      |      |      |      |      |
| 10.   | »Lonely« (DBN RMX)                            | 5:18     |      |      |      |      |      |      |      |
| 11.   | »Lonely« (Svenstrup & Vendelboe Remix)        | 4:50     |      |      |      |      |      |      |      |
| 12.   | »Lonely« (Gooseflesh Remix)                   | 5:30     |      |      |      |      |      |      |      |
| 13.   | »Lonely« (Plastik Funk's Dirty House RMX)     | 7:26     |      |      |      |      |      |      |      |
| 60:42 |                                               |          |      |      |      |      |      |      |      |

## Impresum
- Providers – produkcija, miksanje, masteriranje
- Rasmus Stabell – izvršni producent, instrumenti
- Jeppe Federspiel – izvršni producent, instrumenti
- Thomas Børresen – izvršni producent
- Andrea Fuentealba Valbak – vokali
- Anders Schumann –  miksanje, masteriranje

## Top ljestvice
| Ljestvica (2010.) | Pozicija |
| ----------------- | -------- |
| Austrija          | 45       |
| Danska            | 11       |
| Europa            | 74       |
| Njemačka          | 9        |
| Švicarska         | 24       |

## Povijest objavljivanja
| Država    | Datum              | Producentska kuća | Format                                   | Katalog       |
| --------- | ------------------ | ----------------- | ---------------------------------------- | ------------- |
| Njemačka  | 23. srpnja 2010.   | EMI               | CD, digitalni download                   | 5099964821924 |
| Švicarska | 23. srpnja 2010.   | EMI               | CD, digitalni download                   | 5099964821924 |
| Austrija  | 23. srpnja 2010.   | EMI               | CD, digitalni download                   | 5099964821924 |
| Danska    | 26. srpnja 2010.   | At:tack Music     | CD, digitalni download                   | ATTACKCD 116  |
| Njemačka  | 26. studenog 2010. | EMI               | CD, digitalni download (Special Edition) | 5099964821900 |
| Švicarska | 26. studenog 2010. | EMI               | CD, digitalni download (Special Edition) | 5099964821900 |
| Austrija  | 26. studenog 2010. | EMI               | CD, digitalni download (Special Edition) | 5099964821900 |